# قرن شرب
قرن الشرب هو قرن من أحد البقريات يستخدم وعاء للشرب.